# Bahnstrecke Tereswa–Welykyj Bytschkiw
| Streckenlänge: | 15,9 + 11,5 km           |          |  |            |                                               |                                               |
| Spurweite: | 1520 mm (Russische Spur) |          |  |            |                                               |                                               |
| |                          |          |  |            |                                               |                                               |
| \| \| \| \| \| \| von Debrecen \| \| \| (Abzw, bis 1919 Hp) \| (Abzw, bis 1919 Hp) \| \| \| 123,3204,4 \| Tereswa kolijnij post (Тересва колійний пост) \| Tereswa kolijnij post (Тересва колійний пост) \| \| nach Sighetu Marmației \| nach Sighetu Marmației \| \| \| 205,3 \| Staatsgrenze Rumänien – Ukraine \| Staatsgrenze Rumänien – Ukraine \| \| \| \| \| \| 126,6 \| Hruschowo (Грушово) \| Hruschowo (Грушово) \| \| \| \| \| \| \| Apschyzja \| \| \| \| \| \| \| 130,8 \| Dibrowa (Діброва) \| Dibrowa (Діброва) \| \| \| \| \| \| 135,2 \| Solotwyno-Likarnja (Солотвино-Лікарня) \| Solotwyno-Likarnja (Солотвино-Лікарня) \| \| \| \| \| \| 135,8 \| Neutrassierung 1970 \| Neutrassierung 1970 \| \| (alte Kilometrierung) \| (alte Kilometrierung) \| 137,53,2 \| \| 137,5139,2 \| Solotwyno (Солотвино) \| Solotwyno (Солотвино) \| \| \| \| \| \| 136,4 \| Solotwyno II (Солотвино II) \| Solotwyno II (Солотвино II) \| \| von Sighetu Marmației \| \| \| \| \| \| \| \| Cămara Sighet \| Cămara Sighet \| 0,0 \| \| 0,6 \| Bilá Církev \| Bilá Církev \| \| nach Iwano-Frankiwsk \| nach Iwano-Frankiwsk \| \| \| 0,4 \| Staatsgrenze Rumänien – Ukraine \| Staatsgrenze Rumänien – Ukraine \| \| \| \| \| \| \| Theiß \| \| \| von Sighetu Marmației \| von Sighetu Marmației \| \| \| 1,4 \| Staatsgrenze Rumänien – Ukraine \| Staatsgrenze Rumänien – Ukraine \| \| Bocicoi \| Bocicoi \| 0,0 \| \| \| \| \| \| nach Iwano-Frankiwsk \| nach Iwano-Frankiwsk \| \| \| 2,3147,9 \| Welykyj Bytschkiw (Великий Бичків) \| Welykyj Bytschkiw (Великий Бичків) \| \| \| \| \| \| \| Schmalspurbahn nach Kobylezka Poljana \| \| \| \| \| \| \| \| \| \| \| Quellen: [1][2][3][4][5][6][7][8] \| \| \| \| \| \| \| |                          |          |  |            |                                               |                                               |
| |                          |          |  |            | von Debrecen                                  |                                               |
| (Abzw, bis 1919 Hp) | (Abzw, bis 1919 Hp)      |          |  | 123,3204,4 | Tereswa kolijnij post (Тересва колійний пост) | Tereswa kolijnij post (Тересва колійний пост) |
| nach Sighetu Marmației | nach Sighetu Marmației   |          |  | 205,3      | Staatsgrenze Rumänien – Ukraine               | Staatsgrenze Rumänien – Ukraine               |
| |                          |          |  | 126,6      | Hruschowo (Грушово)                           | Hruschowo (Грушово)                           |
| |                          |          |  |            | Apschyzja                                     |                                               |
| |                          |          |  | 130,8      | Dibrowa (Діброва)                             | Dibrowa (Діброва)                             |
| |                          |          |  | 135,2      | Solotwyno-Likarnja (Солотвино-Лікарня)        | Solotwyno-Likarnja (Солотвино-Лікарня)        |
| |                          |          |  | 135,8      | Neutrassierung 1970                           | Neutrassierung 1970                           |
| (alte Kilometrierung) | (alte Kilometrierung)    | 137,53,2 |  | 137,5139,2 | Solotwyno (Солотвино)                         | Solotwyno (Солотвино)                         |
| |                          |          |  | 136,4      | Solotwyno II (Солотвино II)                   | Solotwyno II (Солотвино II)                   |
| von Sighetu Marmației |                          |          |  |            |                                               |                                               |
| Cămara Sighet | Cămara Sighet            | 0,0      |  | 0,6        | Bilá Církev                                   | Bilá Církev                                   |
| nach Iwano-Frankiwsk | nach Iwano-Frankiwsk     |          |  | 0,4        | Staatsgrenze Rumänien – Ukraine               | Staatsgrenze Rumänien – Ukraine               |
| |                          |          |  |            | Theiß                                         |                                               |
| von Sighetu Marmației | von Sighetu Marmației    |          |  | 1,4        | Staatsgrenze Rumänien – Ukraine               | Staatsgrenze Rumänien – Ukraine               |
| Bocicoi | Bocicoi                  | 0,0      |  |            |                                               |                                               |
| nach Iwano-Frankiwsk | nach Iwano-Frankiwsk     |          |  | 2,3147,9   | Welykyj Bytschkiw (Великий Бичків)            | Welykyj Bytschkiw (Великий Бичків)            |
| |                          |          |  |            | Schmalspurbahn nach Kobylezka Poljana         |                                               |
| |                          |          |  |            |                                               |                                               |
| Quellen: |                          |          |  |            |                                               |                                               |

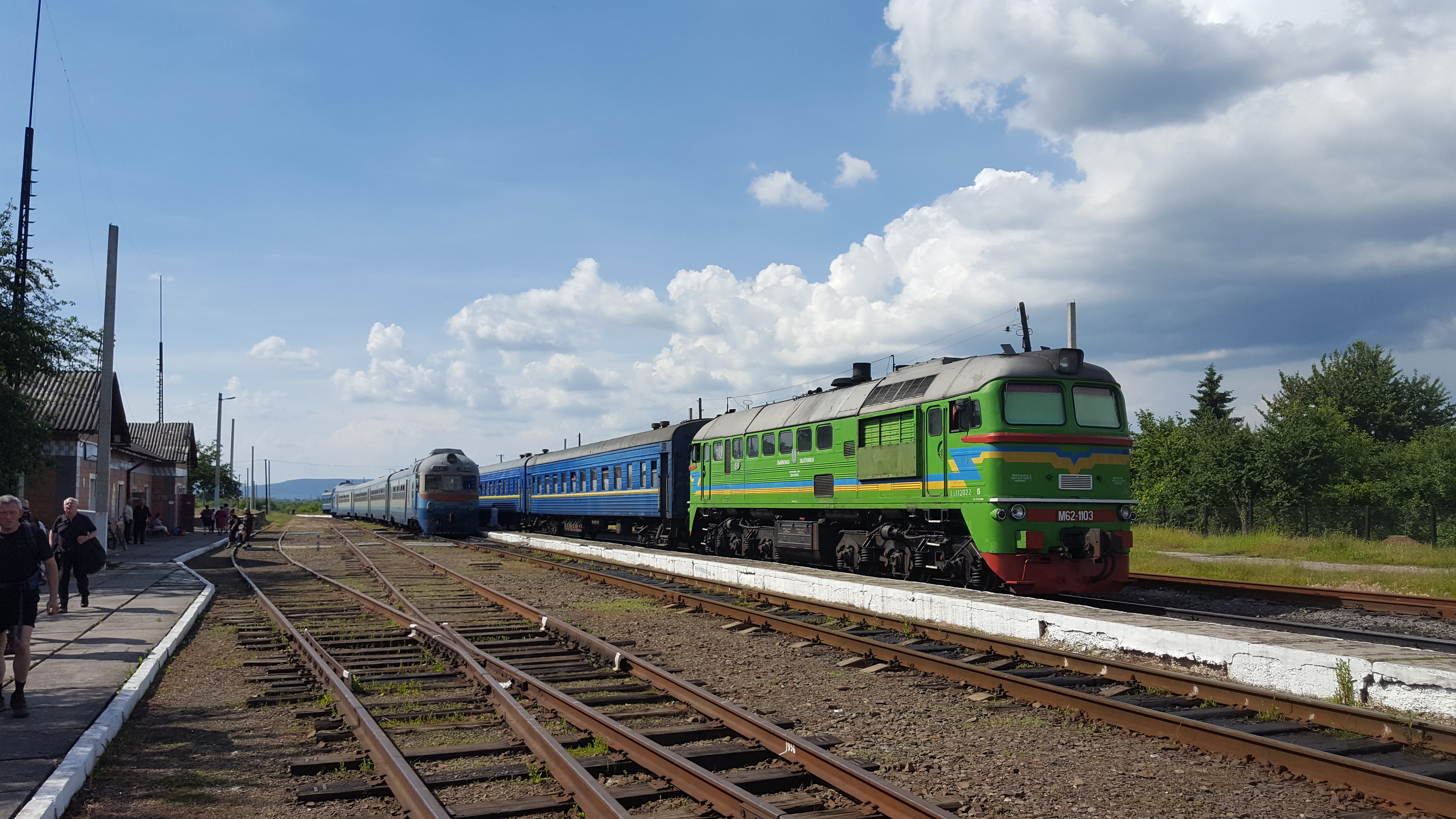
Reisezüge im Bahnhof Solotwyno (2016)

Die Bahnstrecke Tereswa–Welykyj Bytschkiw ist eine Nebenbahn in der Ukraine. Sie verläuft im Tal der Theiß parallel zum Fluss von Tereswa über Solotwyno nach Welykyj Bytschkiw. Die eingleisige Strecke ist in russischer Breitspur (1520 mm) ausgeführt. Der Betrieb wird durch die Ukrainischen Bahnen, im Speziellen die Lwiwska Salisnyzja, geführt.

## Geschichte
Die nach dem Ende des Ersten Weltkrieges neu entstandene Karpatenukraine, welche der Tschechoslowakei angeschlossen wurde, hatte in diesem entlegenen Teil der Republik zwei kurze Zubringerstrecken zu verwalten, die nur von der nun in Rumänien liegenden Haupteisenbahnlinie Sighetu Marmației–Iwano-Frankiwsk über jeweils eine Brücke über die Theiß bedient werden konnten:
- Eisenbahnanschluss zu den Salzbergwerken in Slatinské Doly (Kursbuchnummer 331), unter der Führung der Máramaroser Salzbahnen am 15. Juni 1880 als Schmalspurbahn eröffnet, im Januar 1891 umgespurt und wiedereröffnet[10]
- Eisenbahnanschluss zur Sodafabrik Clotilde in Veliký Bočkov (Kursbuchnummer 332) und zu den Waldbahnen nach Veliký Plajuk und Kobylecká Polana/Ščerbilovo/Železarny.

Durch die Besetzung des Südteils der Karpatenukraine infolge des Ersten Wiener Schiedsspruches durch Ungarn kamen auch die Salzvorkommen in Slatinské Doly (jetzt wieder ungarisch Aknaszlatina) in deren Besitz, wegen der angespannten Lage zwischen Ungarn und Rumänien war aber der Transport über die in Rumänien liegende Strecke unmöglich und es wurde zwischen 1939 und 1940 eine Neubaustrecke zwischen Taracköz und Aknaszlatina errichtet, den Betrieb übernahmen nach der Eröffnung am 15. Februar 1940 die Ungarischen Eisenbahnen. Die Strecke von Rumänien über die Theißbrücke wurde 1944 endgültig eingestellt, nachdem deutsche Truppen bei ihrem Rückzug die Brücke gesprengt hatten.
Das Ende des Zweiten Weltkrieges brachte die Angliederung der Karpatenukraine an die Sowjetunion mit sich und unter der Führung der Sowjetischen Eisenbahnen wurden sämtliche normalspurige Bahnen auf Breitspur umgespurt, auch die Péage-Linien auf rumänischem Territorium erhielten ein Vierschienengleis, auf denen Züge auf 1435 oder 1520 mm Spurweite verkehren können. Der Güterbahnhof in Welykyj Bytschkiw wurde somit weiterhin über die rumänische Strecke betrieben, bis es 1970 zur Beschädigung der Grenzbrücke über die Theiß kam. Daraufhin verlängerte man 1971 die Strecke vom Bahnhof Solotwyno II, der 1970 bei einer Neutrassierung der Strecke nach Solotwyno angelegt wurde, nach Welykyj Bytschkiw, um vom rumänischen Netz und den Theißhochwassern unabhängig zu sein.
Seit einem schweren Hochwasser der Theiß im Jahre 1998 ist der Streckenteil zwischen Solotwyno und Welykyj Bytschkiw außer Betrieb, eine Wiederaufnahme des Betriebs ist fraglich.